# Эскола, Пентти
Пентти Еелис Э́скола (фин. Pentti Eelis Eskola; 8 января 1883, Леллайнен, Хонкилахти — 6 декабря 1964, Хельсинки) — финский геолог и петрограф, член Академии Финляндии (1921).

## Биография
Родился 8 января 1883 года в Хонкилахти, Российская империя.
В 1906 году окончил Хельсинкский университет. С 1910 года преподавал в этом университете (с 1924 года — профессор минералогии и петрографии).
Одновременно — с 1928 года — директор Института геологии[где?].
В 1953 году вышел на пенсию.
Скончался 6 декабря 1964 года в Хельсинки.

## Вклад в науку
Исследовал геологию Скандинавии, Северной Америки и Забайкалья. Основные труды — по докембрию Финляндии и Карелии. Изучал метаморфизм горных пород, явление анатексиса, генезис гранитной магмы. Впервые применил принципы физической химии к проблемам петрологии. Сформулировал понятие «минеральная фация» (1920), ранее введённое швейцарским геологом и палеонтологом Аманцем Грессли.
Пентти Эскола создал учебник финской геологической терминологии. В книге фин. Maailmankuvaa etsimässä («В поисках мировоззрения», 1954), он попытался обобщить современную науку.
Эскола редактировал третье издание фундаментального труда Вильгельма Рамзая «Основания геологии». (1931)

## Награды
В 1951 году профессор Эскола был награждён медалью Пенроуза Геологического общества Америки и в 1958 году медалью Волластона Лондонского геологического общества.

## Память
- В его честь назван открытый в 1958 году минерал эсколаит (Cr2O3).[4]
- В 1963 году Геологическое общество Финляндии учредило медаль Эскола за выдающиеся достижения в геологии и смежных науках.

## Труды
- The mineral facies of rocks, Christiania, 1920;
- On the principles of metamorphic differentiation, «Bull. de la Commission géologique de Finlande», 1932, № 97;
- The Precambrian of Finland, в кн.: Precambrian, v. 1, NY — L. — Sidney, 1963.